# Barlby with Osgodby
Barlby with Osgodby est une paroisse civile du Yorkshire du Nord, en Angleterre.